# Championnat du monde masculin de handball 1997
Navigation
Islande 1995 Égypte 1999
Le Championnat du monde masculin de handball 1997 est la 15e édition du Championnat du monde masculin de handball qui a eu lieu du 17 mai au 1er juin 1997 au Japon. C'est la première fois que la compétition se tient hors d'Europe.
La Russie y remporte son 3e titre aux dépens de la Suède,. La France, tenante du titre mais à l'effectif très remanié à la suite de la fin des Barjots, échoue en demi-finale après prolongations face à la Russie, mais remporte malgré tout la médaille de bronze d'un but face à la Hongrie,. L'Espagnol Talant Dujshebaev a été élu meilleur joueur et le coréen Yoon Kyung-shin a été le meilleur marqueur avec 62 buts.

## Présentation

### Qualifications
| Continent         | Nombre | Moyen de qualification             | Date              | Qualifié(s)                                                 |
| ----------------- | ------ | ---------------------------------- | ----------------- | ----------------------------------------------------------- |
| -                 | 1      | Organisateur                       | 11 septembre 1994 | Japon                                                       |
| -                 | 1      | Tenant du titre                    | 29 novembre 1995  | France                                                      |
| Europe (EHF)      | 5      | Championnat d'Europe 1996          | 2 juin 1996       | Russie, Espagne, RF Yougoslavie, Croatie et Suède           |
| Europe (EHF)      | 6      | Qualifications                     | 1er décembre 1996 | Rép. tchèque, Hongrie, Islande, Italie, Norvège et Portugal |
| Europe (EHF)      | 1      | Play-off Europe-Océanie            | 2 février 1997    | Lituanie                                                    |
| Océanie (OHF)     | 0      | Play-off Europe-Océanie            | 2 février 1997    | aucun                                                       |
| Afrique (CAHB)    | 4      | Championnat d'Afrique 1996         | 18 décembre 1996  | Algérie, Tunisie, Égypte et Maroc                           |
| Asie (AHF)        | 3      | Tournoi de qualification asiatique | 4 décembre 1996   | Arabie saoudite, Chine et Corée du Sud                      |
| Amériques (PATHF) | 3      | Championnat panaméricain 1996      | 13 octobre 1996   | Cuba, Argentine, États-Unis et Brésil                       |

Parmi les équipes non qualifiées, on peut noter l'absence de :
- Allemagne, 4e en 1995, devancée par le Portugal ;
- Danemark, qui n'avait raté qu'un championnat du monde, en 1990, devancé par l'Islande ;
- Roumanie, qui a remporté 4 titres de champion du monde dans les années 1960 et 1970, mais qui est une des premières victimes du basculement du handball de l'Est vers l'Ouest après la chute des régimes communistes en Europe, devancée par la Norvège.

### Lieux de compétition
La compétition s'est déroulée sur quatre lieux :
- le Parc Dome de Kumamoto pour les matchs du groupe A et la moitié des matchs de la phase finale dont le match pour le match pour la 3e place et la finale ;
- le gymnase municipal de Kumamoto pour les matchs du groupe B et la moitié des matchs de la phase finale ;
- le gymnase municipal de Yamaga pour les matchs du groupe C ;
- le gymnase municipal de Yatsushiro pour les matchs du groupe D.

## Tour préliminaire

### Groupe A
|   | Équipe          | Pts | J | G | N | P | Bp  | Bc  | Diff | Dép |
| - | --------------- | --- | - | - | - | - | --- | --- | ---- | --- |
| 1 | Islande         | 9   | 5 | 4 | 1 | 0 | 124 | 106 | 18   | /   |
| 2 | Yougoslavie     | 8   | 5 | 4 | 0 | 1 | 129 | 111 | 18   | /   |
| 3 | Lituanie        | 5   | 5 | 2 | 1 | 2 | 110 | 102 | 8    | /   |
| 4 | Japon           | 4   | 5 | 2 | 0 | 3 | 101 | 104 | -3   | +10 |
| 5 | Algérie         | 4   | 5 | 1 | 2 | 2 | 103 | 112 | -9   | -10 |
| 6 | Arabie saoudite | 0   | 5 | 0 | 0 | 5 | 94  | 126 | -32  | /   |

### Groupe B
|   | Équipe       | Pts | J | G | N | P | Bp  | Bc  | Diff | Dép |
| - | ------------ | --- | - | - | - | - | --- | --- | ---- | --- |
| 1 | France T     | 8   | 5 | 4 | 0 | 1 | 127 | 114 | 13   | +3  |
| 2 | Suède        | 8   | 5 | 4 | 0 | 1 | 141 | 101 | 40   | -3  |
| 3 | Corée du Sud | 7   | 5 | 3 | 1 | 1 | 128 | 127 | 1    | /   |
| 4 | Norvège      | 4   | 5 | 1 | 2 | 2 | 104 | 109 | -5   | /   |
| 5 | Italie       | 3   | 5 | 1 | 1 | 3 | 100 | 105 | -5   | /   |
| 6 | Argentine    | 0   | 5 | 0 | 0 | 5 | 96  | 140 | -44  | /   |

### Groupe C
|   | Équipe       | Pts | J | G | N | P | Bp  | Bc  | Diff | Dép |
| - | ------------ | --- | - | - | - | - | --- | --- | ---- | --- |
| 1 | Espagne      | 9   | 5 | 4 | 1 | 0 | 141 | 103 | 38   | +38 |
| 2 | Égypte       | 9   | 5 | 4 | 1 | 0 | 129 | 94  | 35   | +35 |
| 3 | Rép. tchèque | 6   | 5 | 3 | 0 | 2 | 119 | 105 | 14   | /   |
| 4 | Tunisie      | 4   | 5 | 2 | 0 | 3 | 92  | 108 | -16  | /   |
| 5 | Portugal     | 2   | 5 | 1 | 0 | 4 | 119 | 123 | -4   | /   |
| 6 | Brésil       | 0   | 5 | 0 | 0 | 5 | 65  | 132 | -67  | /   |

### Groupe D
|   | Équipe  | Pts | J | G | N | P | Bp  | Bc  | Diff | Dép |
| - | ------- | --- | - | - | - | - | --- | --- | ---- | --- |
| 1 | Russie  | 10  | 5 | 5 | 0 | 0 | 150 | 84  | 66   | /   |
| 2 | Hongrie | 8   | 5 | 4 | 0 | 1 | 128 | 103 | 25   | /   |
| 3 | Cuba    | 5   | 5 | 2 | 1 | 2 | 128 | 117 | 11   | +11 |
| 4 | Croatie | 5   | 5 | 2 | 1 | 2 | 123 | 115 | 8    | +8  |
| 5 | Chine   | 2   | 5 | 1 | 0 | 4 | 101 | 160 | -59  | /   |
| 6 | Maroc   | 0   | 5 | 0 | 0 | 5 | 90  | 141 | -51  | /   |

## Phase finale

### Tableau final
|  | Huitièmes de finale | Huitièmes de finale |              |                        | Quarts de finale       | Quarts de finale |  |  | Demi-finales | Demi-finales |  |  | Finale | Finale |
|  | Huitièmes de finale | Huitièmes de finale |              |                        | Quarts de finale       | Quarts de finale |  |  | Demi-finales | Demi-finales |  |  | Finale | Finale |
|  |                     |                     |              |                        |                        |                  |  |  |              |              |  |  |        |        |
|  |                     |                     |              |                        |                        |                  |  |  |              |              |  |  |        |        |
|  |                     |                     |              |                        |                        |                  |  |  |              |              |  |  |        |        |
|  | Islande             | 32                  |              |                        |                        |                  |  |  |              |              |  |  |        |        |
|  | Islande             | 32                  |              |                        |                        |                  |  |  |              |              |  |  |        |        |
|  | Norvège             | 28                  |              |                        |                        |                  |  |  |              |              |  |  |        |        |
|  | Norvège             | 28                  | Islande      | 25                     |                        |                  |  |  |              |              |  |  |        |        |
|  |                     |                     | Islande      | 25                     |                        |                  |  |  |              |              |  |  |        |        |
|  |                     | Hongrie             | 26           |                        |                        |                  |  |  |              |              |  |  |        |        |
|  | Rép. tchèque        | Hongrie             | 26           | 19                     |                        |                  |  |  |              |              |  |  |        |        |
|  | Rép. tchèque        |                     |              | 19                     |                        |                  |  |  |              |              |  |  |        |        |
|  | Hongrie             | 20                  |              |                        |                        |                  |  |  |              |              |  |  |        |        |
|  | Hongrie             | 20                  | Hongrie      | 19                     |                        |                  |  |  |              |              |  |  |        |        |
|  |                     |                     | Hongrie      | 19                     |                        |                  |  |  |              |              |  |  |        |        |
|  |                     | Suède               | 31           |                        |                        |                  |  |  |              |              |  |  |        |        |
|  | Espagne             | Suède               | 31           | 31                     |                        |                  |  |  |              |              |  |  |        |        |
|  | Espagne             |                     |              | 31                     |                        |                  |  |  |              |              |  |  |        |        |
|  | Croatie             | 25                  |              |                        |                        |                  |  |  |              |              |  |  |        |        |
|  | Croatie             | 25                  | Espagne      | 24                     |                        |                  |  |  |              |              |  |  |        |        |
|  |                     |                     | Espagne      | 24                     |                        |                  |  |  |              |              |  |  |        |        |
|  |                     | Suède               | 28ap         |                        |                        |                  |  |  |              |              |  |  |        |        |
|  | Lituanie            | Suède               | 28ap         | 20                     |                        |                  |  |  |              |              |  |  |        |        |
|  | Lituanie            |                     |              | 20                     |                        |                  |  |  |              |              |  |  |        |        |
|  | Suède               | 32                  |              |                        |                        |                  |  |  |              |              |  |  |        |        |
|  | Suède               | 32                  | Suède        | 21                     |                        |                  |  |  |              |              |  |  |        |        |
|  |                     |                     | Suède        | 21                     |                        |                  |  |  |              |              |  |  |        |        |
|  |                     | Russie              | 23           |                        |                        |                  |  |  |              |              |  |  |        |        |
|  | Cuba                | Russie              | 23           | 20                     |                        |                  |  |  |              |              |  |  |        |        |
|  | Cuba                |                     |              | 20                     |                        |                  |  |  |              |              |  |  |        |        |
|  | Égypte              | 24                  |              |                        |                        |                  |  |  |              |              |  |  |        |        |
|  | Égypte              | 24                  | Égypte       | 19                     |                        |                  |  |  |              |              |  |  |        |        |
|  |                     |                     | Égypte       | 19                     |                        |                  |  |  |              |              |  |  |        |        |
|  |                     | France              | 22           |                        |                        |                  |  |  |              |              |  |  |        |        |
|  | France              | France              | 22           | 22                     |                        |                  |  |  |              |              |  |  |        |        |
|  | France              |                     |              | 22                     |                        |                  |  |  |              |              |  |  |        |        |
|  | Japon               | 21                  |              |                        |                        |                  |  |  |              |              |  |  |        |        |
|  | Japon               | 21                  | France       | 24                     |                        |                  |  |  |              |              |  |  |        |        |
|  |                     |                     | France       | 24                     |                        |                  |  |  |              |              |  |  |        |        |
|  |                     | Russie              | 25ap         |                        |                        |                  |  |  |              |              |  |  |        |        |
|  | Corée du Sud        | Russie              | 25ap         | 37ap                   |                        |                  |  |  |              |              |  |  |        |        |
|  | Corée du Sud        |                     |              | 37ap                   |                        |                  |  |  |              |              |  |  |        |        |
|  | RF Yougoslavie      | 33                  |              | Match pour la 3e place | Match pour la 3e place |                  |  |  |              |              |  |  |        |        |
|  | RF Yougoslavie      | 33                  | Corée du Sud | Match pour la 3e place | Match pour la 3e place | 15               |  |  |              |              |  |  |        |        |
|  |                     |                     | Corée du Sud |                        |                        | 15               |  |  |              |              |  |  |        |        |
|  |                     | Russie              | 32           |                        |                        |                  |  |  |              |              |  |  |        |        |
|  | Russie              | Russie              | 32           | 20                     | Hongrie                | 27               |  |  |              |              |  |  |        |        |
|  | Russie              |                     |              | 20                     | Hongrie                | 27               |  |  |              |              |  |  |        |        |
|  | Tunisie             | 14                  |              | France                 | 28                     |                  |  |  |              |              |  |  |        |        |
|  | Tunisie             | 14                  |              | France                 | 28                     |                  |  |  |              |              |  |  |        |        |

### Huitièmes de finale
| 27 mai 1997 13h00 | Islande | 32 – 28 | Norvège | Parc Dome, Kumamoto |
| 27 mai 1997 13h00 | (13-15) |         |         | Parc Dome, Kumamoto |

| 27 mai 1997 13h00 | Espagne                  | 31 – 25         | Croatie           | Gymnase municipal, Kumamoto Affluence : 3 000 Arbitrage : Per Elbrønd et Kjeld Løvqvist |
| 27 mai 1997 13h00 | Dujshebaev et Urdiales 6 | (16-14)         | Irfan Smajlagić 7 | Gymnase municipal, Kumamoto Affluence : 3 000 Arbitrage : Per Elbrønd et Kjeld Løvqvist |
| 27 mai 1997 13h00 | ×2 ×4                    | Mundo Deportivo | ×2 ×1             | Gymnase municipal, Kumamoto Affluence : 3 000 Arbitrage : Per Elbrønd et Kjeld Løvqvist |

- Espagne : Jaume Fort, David Barrufet ; Enric Masip (2, ), Salvador Esquer (4), Iñaki Urdangarin (), Talant Dujshebaev (6, ), Alberto Urdiales (6), Juancho Pérez (3), Rafael Guijosa (1), Jesús Olalla (2, ), Mateo Garralda (7), Demetrio Lozano.
- Croatie : Valter Matošević, Venio Losert ; Goran Perkovac (4 dont 3 pen.), Irfan Smajlagić (7), Božidar Jović (1, ), Zvonimir Bilić (en) (3), Nenad Kljaić (1, ), Patrik Ćavar (2), Vladimir Jelčić (2, ), Tomislav Farkaš (de) (1), Mirza Džomba (3), Zoran Mikulić (1).

- Évolution du score : 2-1, 5-3, 7-7, 11-10, 15-12, 16-14 (mi-temps), 19-16, 21-19, 23-21, 26-22, 29-23 et 31-25

| 27 mai 1997 15h00 | Corée du Sud   | 37 – 33 (ap) | RF Yougoslavie | Parc Dome, Kumamoto |
| 27 mai 1997 15h00 | (12-13, 30-30) |              |                | Parc Dome, Kumamoto |
| 27 mai 1997 15h00 | Prol. : 7-3    |              |                | Parc Dome, Kumamoto |

| 27 mai 1997 15h00 | Cuba   | 20 – 24 | Égypte | Gymnase municipal, Kumamoto |
| 27 mai 1997 15h00 | (9-10) |         |        | Gymnase municipal, Kumamoto |

| 27 mai 1997 18h00 | Lituanie          | 20 – 32  | Suède            | Parc Dome, Kumamoto Affluence : 4 600 |
| 27 mai 1997 18h00 | Gediminas Bučys 6 | (9-18)   | Stefan Lövgren 7 | Parc Dome, Kumamoto Affluence : 4 600 |
| 27 mai 1997 18h00 | ×5                | Officiel | ×3* ×7           | Parc Dome, Kumamoto Affluence : 4 600 |

* dont un carton jaune une pour le banc de touche
| 27 mai 1997 18h00 | Rép. tchèque | 19 – 20 | Hongrie | Gymnase municipal, Kumamoto |
| 27 mai 1997 18h00 | (9-11)       |         |         | Gymnase municipal, Kumamoto |

- République tchèque : ?
- Hongrie[11] : Szathmári – Bendó, Bergendi 6, Sótonyi 3, Zsigmond 4, Éles 5, Pásztor 2, Perger, Á. Kis, Gulyás, M. Rosta, Csoknyai. Sélectionneur : Sándor Vass.

| 27 mai 1997 20h00 | France               | 22 – 21 | Japon | Parc Dome, Kumamoto |
| 27 mai 1997 20h00 | Stéphane Stoecklin 9 | (11-11) |       | Parc Dome, Kumamoto |

L’équipe de France, virtuellement éliminée à quinze minutes de la fin, a trouvé les ressources nécessaires pour battre le Japon à la dernière seconde (22-21).
| 27 mai 1997 20h00 | Russie | 20 – 14 | Tunisie | Gymnase municipal, Kumamoto |
| 27 mai 1997 20h00 | (12-5) |         |         | Gymnase municipal, Kumamoto |

### Quarts de finale
| 29 mai 1997 18h00 | Islande | 25 – 26 | Hongrie | Parc Dome, Kumamoto |
| 29 mai 1997 18h00 | (11-14) |         |         | Parc Dome, Kumamoto |

- Islande : ?
- Hongrie[11] : Szathmári – Kertész 1, Sótonyi 1, Éles 5, M. Rosta, Á. Kis 1, Zubjuk 4, Perger, Bergendi 5, Gulyás 4, Csoknyai 1, Zsigmond 4. Sélectionneur : Sándor Vass.

| 29 mai 1997 18h00 | Espagne             | 24 – 28 (ap)             | Suède            | Gymnase municipal, Kumamoto Affluence : 2 050 Arbitrage : Bulow et Lúbke |
| 29 mai 1997 18h00 | Talant Dujshebaev 7 | (12-12, 21-21)           | Stefan Lövgren 6 | Gymnase municipal, Kumamoto Affluence : 2 050 Arbitrage : Bulow et Lúbke |
| 29 mai 1997 18h00 | Prol. : 3-7         |                          |                  | Gymnase municipal, Kumamoto Affluence : 2 050 Arbitrage : Bulow et Lúbke |
| 29 mai 1997 18h00 | ×3 ×6               | Officiel Mundo Deportivo | ×3 ×4            | Gymnase municipal, Kumamoto Affluence : 2 050 Arbitrage : Bulow et Lúbke |

- Espagne : Jaume Fort, Jordi Núñez ; Enric Masip (7 dont 5 pén.), Salvador Esquer (1), Iñaki Urdangarin (4), Talant Dujshebaev (7, ), Alberto Urdiales, Juancho Pérez, Rafael Guijosa (2, ), Antonio Carlos Ortega (1). Jesús Olalla (1, ), Mateo Garralda (1, ).
- Suède : Mats Olsson, Peter Gentzel ; Magnus Wislander (5 ou 4), Thomas Sivertsson (2, ), Ola Lindgren, Martin Frändesjö (4, ), Pierre Thorsson (5 ou 6), Staffan Olsson (5), Robert Hedin, Stefan Lövgren (6 dont 3 pen., ), Johan Petersson et Magnus Andersson (1).

- Évolution du score : 1-2, 3-4, 5-5, 7-7, 9-9 12-12 (mi-temps), 14-14, 15-15, 17-15, 19-18, 19-19, 21-21 (fin du temps réglementaire), 23-23, 24-28.

| 29 mai 1997 20h00 | Corée du Sud | 15 – 32 | Russie | Parc Dome, Kumamoto |
| 29 mai 1997 20h00 | (6-16)       |         |        | Parc Dome, Kumamoto |

| 29 mai 1997 20h00 | Égypte | 19 – 22 | France | Gymnase municipal, Kumamoto |
| 29 mai 1997 20h00 | (8-13) |         |        | Gymnase municipal, Kumamoto |

### Demi-finales
| 31 mai 1997 18h00 | Hongrie        | 19 – 31  | Suède            | Parc Dome, Kumamoto Affluence : 8 000 Arbitrage : S. Arnaldsson, R. Erlingsson |
| 31 mai 1997 18h00 | József Éles 10 | (7-14)   | Stefan Lövgren 7 | Parc Dome, Kumamoto Affluence : 8 000 Arbitrage : S. Arnaldsson, R. Erlingsson |
| 31 mai 1997 18h00 | ×3 ×2 ×1       | Officiel | ×3 ×2            | Parc Dome, Kumamoto Affluence : 8 000 Arbitrage : S. Arnaldsson, R. Erlingsson |

- Hongrie[11] : Szathmári – Bergendi 3 , Gulyás 1, Éles 10 , Zsigmond 3, Á. Kis 1, Pásztor, Perger, M. Rosta, Csoknyai, Mezei 1, Sótonyi. Sélectionneur : Sándor Vass.
- Suède[14] : Olsson, Gentzel – Hedin 0, Wislander 3 , Sivertsson 3 , Lindgren 2 , Frändesjö 3, Petersson 3 , Lövgren 7, Thorsson 4 , Olsson 3, Andersson 3. Sélectionneur : Bengt Johansson.

| 31 mai 1997 18h00 | France         | 24 – 25 (ap) | Russie | Gymnase municipal, Kumamoto |
| 31 mai 1997 18h00 | (12-14, 21-21) |              |        | Gymnase municipal, Kumamoto |
| 31 mai 1997 18h00 | Prol. : 3-4    |              |        | Gymnase municipal, Kumamoto |
| 31 mai 1997 18h00 | Rapport        |              |        | Gymnase municipal, Kumamoto |

Face à des Russes favoris, les Français ne s'inclinent que d'un but après prolongation.

### Match pour la3eplace
| 1er juin 1997 14h00 | France  | 28 – 27 | Hongrie | Parc Dome, Kumamoto Affluence : 3 150 Arbitrage : Manfred Bülow et Wilfried Lübker |
| 1er juin 1997 14h00 | (15-12) |         |         | Parc Dome, Kumamoto Affluence : 3 150 Arbitrage : Manfred Bülow et Wilfried Lübker |
| 1er juin 1997 14h00 | Rapport |         |         | Parc Dome, Kumamoto Affluence : 3 150 Arbitrage : Manfred Bülow et Wilfried Lübker |

Largement menés (6-2 à la 8e minute), les Français  ont vite comblé l'écart, grâce notamment à Stéphane Stoecklin, Stéphane Joulin et Bernard Latchimy, pour mener de trois buts à la mi-temps (15-12).
Les Hongrois sont revenus progressivement à hauteur des Français en seconde période, avant d'égaliser (22-22, 48e). L'équipe de France a assuré son succès dans la dernière minute : le gardien de but Christian Gaudin a stoppé un pénalty de József Éles, après que le capitaine Guéric Kervadec eut inscrit le but de la victoire.
- France : Gaudin, ? – Stoecklin, Joulin, Latchimy... Sélectionneur : Daniel Costantini.
- Hongrie[11] : Szathmári – Kertész 5, Csoknyai, Á. Kis, M. Rosta 2, Éles 7, Zubjuk 2, Perger, Bergendi 5, Sótonyi 1, Gulyás 4, Zsigmond 1. Sélectionneur : Sándor Vass.

### Finale
| 1er juin 1997 16h05 | Suède              | 21 – 23  | Russie          | Parc Dome, Kumamoto Affluence : 11 100 Arbitrage : Ramon Gallego et Victor Pedro Lamas |
| 1er juin 1997 16h05 | Magnus Wislander 6 | (10-11)  | Valeri Gopine 5 | Parc Dome, Kumamoto Affluence : 11 100 Arbitrage : Ramon Gallego et Victor Pedro Lamas |
| 1er juin 1997 16h05 | ×3 ×6 ×1           | Officiel | ×3 ×4           | Parc Dome, Kumamoto Affluence : 11 100 Arbitrage : Ramon Gallego et Victor Pedro Lamas |

Six des joueurs alignés face à la Russie appartenaient à l'équipe qui, en 1990, avait battu... l'Union Soviétique en finale. Staffan Olsson, Magnus Andersson ou Magnus Wislander : les anciens de 1990 ont d'ailleurs joué un rôle essentiel en début de match, inscrivant les six premiers buts de leur équipe.
D'une feinte de corps ou d'un tir rapide, ils parvenaient à déséquilibrer l'impressionnante défense russe, commandée par le géant Oleg Grebnev (2,06m). Les vieux automatismes entre l'arrière droit Olsson et le pivot Wislander, tous deux âgés de 33 ans, entretenaient l'illusion. Le «jeune» Stefan Lövgren, 26 ans, donnait même deux buts d'avance aux Suédois (10-8, 28e). Mais Olsson écope déjà d'une deuxième suspension et les Russes en profitent pour inscrire trois buts en deux minutes et prendre l'avantage pour la première fois du match juste avant la mi-temps (11-10).
Une fois oubliées les fatigues de leur demi-finale remportée face à la France (25-24) après prolongation, vingt heures plus tôt, les Russes ont creusé l'écart en milieu de seconde période grâce notamment à Vassili Koudinov et Valeri Gopine (18-15, 44e). Le titre avait déjà pris la direction de Moscou. La Russie a ensuite confié son sort à son homme d'expérience : le gardien de buts Andreï Lavrov, qui disputait son quatrième mondial après avoir porté les couleurs de l'ex-URSS ou la CEI. Du pied, des jambes, des bras ou des épaules, Lavrov, 35 ans, a découragé la plupart des tentatives suédoises en fin de match. Les Russes ont toujours conservé au moins un but d'avance même s'ils se sont offerts une frayeur dans la dernière minute. Malgré l'absence de Staffan Olsson, exclu définitivement (3e exclusion, 55e), Stefan Lövgren ramenait la Suède à une longueur (22-21) à 37 secondes de la fin, mais un dernier but de l'arrière Torgovanov[à vérifier] offrait le titre aux Russes.
| Suède                                                                |    |                   |   |                                      |
| GB                                                                   | 1  | Mats Olsson       | - |                                      |
| GB                                                                   | 12 | Peter Gentzel     | - |                                      |
| ARG                                                                  | 2  | Robert Hedin      | 0 |                                      |
| P                                                                    | 3  | Magnus Wislander  | 6 | Suspension                           |
| P                                                                    | 4  | Thomas Sivertsson | 2 |                                      |
| ARG                                                                  | 5  | Ola Lindgren      | 0 | Suspension                           |
| ALG                                                                  | 7  | Martin Frändesjö  | 1 |                                      |
| ALD                                                                  | 8  | Johan Petersson   | 0 |                                      |
| ARG                                                                  | 9  | Stefan Lövgren    | 5 |                                      |
| ALD                                                                  | 11 | Pierre Thorsson   | 2 |                                      |
| ARD                                                                  | 13 | Staffan Olsson    | 3 | Suspension · Suspension · Suspension |
| DC                                                                   | 14 | Magnus Andersson  | 2 |                                      |
| Sélectionneur : Bengt Johansson                                      |    |                   |   |                                      |
| Larsson, Stankiewicz et Vranjes non retenus sur la feuille de match. |    |                   |   |                                      |

|     | Statistiques   |     |
| --- | -------------- | --- |
| 21  | Buts marqués   | 23  |
| ? % | % réussite     | ? % |
| ?   | Arrêts         | ?   |
| ? % | % d'arrêts     | ? % |
| 2/3 | Jets de 7 m    | 1/3 |
| 3   | Cartons jaunes | 3   |
| 6   | Suspensions    | 4   |
| 1   | Cartons rouges | 0   |

| Russie                                                                        |    |                        |   |  |
| GB                                                                            | 01 | Andreï Lavrov          | - |  |
| GB                                                                            | 12 | Pavel Soukossian       | - |  |
| DC                                                                            | 02 | Igor Lavrov            | 1 |  |
| ARG                                                                           | 05 | Oleg Koulechov         | 4 |  |
| ALD                                                                           | 07 | Lev Voronine           | 4 |  |
| ALG                                                                           | 08 | Valeri Gopine          | 5 |  |
| ARG                                                                           | 09 | Vassili Koudinov       | 4 |  |
| 0P                                                                            | 11 | Dimitri Torgovanov     | 1 |  |
| ARG                                                                           | 13 | Viatcheslav Atavine    | 0 |  |
| 0P                                                                            | 14 | Oleg Grebnev           | 0 |  |
| ARG                                                                           | 18 | Viatcheslav Gorpichine | 0 |  |
| ARG/D                                                                         | 19 | Sergueï Pogorelov      | 4 |  |
| Sélectionneur : Vladimir Maksimov                                             |    |                        |   |  |
| Kokcharov, Krivochlikov et Koulintchenko non retenus sur la feuille de match. |    |                        |   |  |

### Matchs de classement de la5eà la8eplace
|  | Demi-finales de classement | Demi-finales de classement |                        |    | Match pour la 5e place | Match pour la 5e place |
|  | Demi-finales de classement | Demi-finales de classement |                        |    | Match pour la 5e place | Match pour la 5e place |
|  |                            |                            |                        |    |                        |                        |
|  |                            |                            |                        |    |                        |                        |
|  |                            |                            |                        |    |                        |                        |
|  | Islande                    | 32                         |                        |    |                        |                        |
|  | Islande                    | 32                         |                        |    |                        |                        |
|  | Espagne                    | 23                         |                        |    |                        |                        |
|  | Espagne                    | 23                         | Islande                | 23 |                        |                        |
|  |                            |                            | Islande                | 23 |                        |                        |
|  |                            | Égypte                     | 20                     |    |                        |                        |
|  | Corée du Sud               | Égypte                     | 20                     | 27 |                        |                        |
|  | Corée du Sud               |                            |                        | 27 |                        |                        |
|  | Égypte                     | 28                         |                        |    |                        |                        |
|  | Égypte                     | 28                         | Match pour la 7e place |    |                        |                        |
|  |                            |                            |                        |    |                        |                        |
|  |                            |                            |                        |    |                        |                        |
|  |                            |                            |                        |    |                        |                        |
|  | Espagne                    | 23                         |                        |    |                        |                        |
|  | Espagne                    | 23                         |                        |    |                        |                        |
|  | Corée du Sud               | 32                         |                        |    |                        |                        |
|  | Corée du Sud               | 32                         |                        |    |                        |                        |

## Classement final
| Rang                      | Équipe          | MJ | V | N | D | BP  | BC  | Diff |
| ------------------------- | --------------- | -- | - | - | - | --- | --- | ---- |
| Médaille d'or, monde      | Russie          | 9  | 9 | 0 | 0 | 250 | 158 | +92  |
| Médaille d'argent, monde  | Suède           | 9  | 7 | 0 | 2 | 253 | 187 | +66  |
| Médaille de bronze, monde | France          | 9  | 7 | 0 | 2 | 223 | 206 | +17  |
| 4                         | Hongrie         | 9  | 6 | 0 | 3 | 220 | 206 | +14  |
|                           |                 |    |   |   |   |     |     |      |
| 5                         | Islande         | 9  | 7 | 1 | 1 | 236 | 203 | +33  |
| 6                         | Égypte          | 9  | 6 | 1 | 2 | 220 | 186 | +34  |
| 7                         | Espagne         | 9  | 6 | 1 | 2 | 252 | 214 | +38  |
| 8                         | Corée du Sud    | 9  | 4 | 1 | 4 | 233 | 253 | -20  |
|                           |                 |    |   |   |   |     |     |      |
| 9                         | RF Yougoslavie  | 6  | 4 | 0 | 2 | 162 | 148 | +14  |
| 10                        | Lituanie        | 6  | 2 | 1 | 3 | 130 | 134 | -04  |
| 11                        | Rép. tchèque    | 6  | 3 | 0 | 3 | 138 | 125 | +13  |
| 12                        | Norvège         | 6  | 1 | 2 | 3 | 132 | 141 | -09  |
| 13                        | Croatie         | 6  | 2 | 1 | 3 | 148 | 146 | +02  |
| 14                        | Cuba            | 6  | 2 | 1 | 3 | 148 | 141 | +07  |
| 15                        | Japon           | 6  | 2 | 0 | 4 | 122 | 126 | -04  |
| 16                        | Tunisie         | 6  | 2 | 0 | 4 | 106 | 128 | -22  |
|                           |                 |    |   |   |   |     |     |      |
| 17                        | Algérie         | 5  | 1 | 2 | 2 | 103 | 112 | -09  |
| 18                        | Italie          | 5  | 1 | 1 | 3 | 100 | 105 | -05  |
| 19                        | Portugal        | 5  | 1 | 0 | 4 | 119 | 123 | -04  |
| 20                        | Chine           | 5  | 1 | 0 | 4 | 101 | 160 | -59  |
| 21                        | Arabie saoudite | 5  | 0 | 0 | 5 | 094 | 126 | -32  |
| 22                        | Argentine       | 5  | 0 | 0 | 5 | 096 | 140 | -44  |
| 23                        | Maroc           | 5  | 0 | 0 | 5 | 090 | 141 | -51  |
| 24                        | Brésil          | 5  | 0 | 0 | 5 | 065 | 132 | -67  |

## Statistiques et récompenses

### Équipe-type
À l'issue du tournoi, l'équipe-type du tournoi a été désignée :
- Meilleur joueur : Talant Dujshebaev,  Espagne
- Meilleur gardien de but : Mats Olsson,  Suède
- Meilleur ailier gauche : Valeri Gopine,  Russie
- Meilleur arrière gauche : Vassili Koudinov,  Russie
- Meilleur demi-centre : Talant Dujshebaev,  Espagne
- Meilleur pivot : Guéric Kervadec,  France
- Meilleur arrière droit : Staffan Olsson,  Suède
- Meilleur ailier droit : Valdimar Grímsson,  Islande

### Meilleurs buteurs
Les meilleurs buteurs de la compétition sont :
| Rang | Joueur               | Nation       | Buts | Tirs | %      | Ch. | 7 m |
| ---- | -------------------- | ------------ | ---- | ---- | ------ | --- | --- |
| 1    | Yoon Kyung-shin      | Corée du Sud | 62   | 110  | 56,4 % | 50  | 12  |
| 2    | József Éles          | Hongrie      | 59   | 79   | 74,7 % | 42  | 17  |
| 3    | Valdimar Grímsson    | Islande      | 52   | 76   | 68,4 % | 34  | 18  |
| 4    | Ashraf Mabrouk Awaad | Égypte       | 50   | 69   | 72,5 % | 28  | 22  |
|      | Stefan Lövgren       | Suède        | 50   | 70   | 71,4 % | 32  | 18  |
|      | Stéphane Stoecklin   | France       | 50   | 90   | 55,6 % | 37  | 13  |
| 7    | Talant Dujshebaev    | Espagne      | 49   | 74   | 66,2 % | 49  | 0   |
| 8    | Carlos Pérez         | Cuba         | 48   | 79   | 60,8 % | 32  | 16  |
| 9    | Vassili Koudinov     | Russie       | 43   | 58   | 74,1 % | ?   | ?   |
|      | Enric Masip          | Espagne      | 43   | 59   | 72,9 % | ?   | ?   |

### Meilleurs gardiens de but
Les meilleurs gardiens de but de la compétition sont :
| Rang | Joueur                        | Nation          | Arrêts | Tirs | %      |
| ---- | ----------------------------- | --------------- | ------ | ---- | ------ |
| 1    | Lee Suik-houng (en)           | Corée du Sud    | 89     | 301  | 29,6 % |
| 2    | Yukihiro Hashimoto (en)       | Japon           | 70     | 194  | 36,1 % |
| 3    | Andreï Lavrov                 | Russie          | 64     | 163  | 39,3 % |
| 4    | Vladimir Rivero               | Cuba            | 62     | 175  | 35,4 % |
| 5    | János Szathmári (en)          | Hongrie         | 61     | 211  | 28,9 % |
| 6    | Peter Gentzel                 | Suède           | 52     | 125  | 41,6 % |
| 7    | Mats Olsson                   | Suède           | 52     | 152  | 34,2 % |
| 8    | Guðmundur Hrafnkelsson        | Islande         | 49     | 155  | 31,6 % |
| 9    | Pavel Soukossian              | Russie          | 48     | 107  | 44,9 % |
| 10   | Bergsveinn Bergsveinsson (en) | Islande         | 42     | 138  | 30,4 % |
| 11   | Steinar Ege (en)              | Norvège         | 39     | 137  | 28,5 % |
| 12   | Mahmoud Soliman               | Égypte          | 38     | 107  | 35,5 % |
| 13   | Riadh Sanaa                   | Tunisie         | 38     | 150  | 25,3 % |
| 14   | M. Al Saeed                   | Arabie saoudite | 37     | 133  | 27,8 % |
| 15   | Valter Matošević              | Croatie         | 36     | 148  | 24,3 % |
| 16   | David Barrufet                | Espagne         | 34     | 101  | 33,7 % |
| 17   | Christian Gaudin              | France          | 34     | 129  | 26,4 % |
| 18   | Michael Niederwieser          | Italie          | 31     | 93   | 33,3 % |
| 19   | Jaume Fort                    | Espagne         | 31     | 132  | 23,5 % |
| 20   | Dejan Perić                   | RF Yougoslavie  | 29     | 107  | 27,1 % |

## Effectif des équipes sur le podium

### Champion du monde:Russie
L'effectif de l'équipe de Russie, championne du monde, est :
- Andreï Lavrov (GB)
- Pavel Soukossian (GB)
- Viatcheslav Atavine
- Valeri Gopine
- Viatcheslav Gorpichine
- Oleg Grebnev
- Igor Lavrov (de)
- Édouard Kokcharov
- Vassili Koudinov
- Oleg Koulechov
- Stanislav Koulintchenko
- Denis Krivochlikov
- Sergueï Pogorelov
- Dimitri Torgovanov
- Lev Voronine

Sélectionneur
- Vladimir Maksimov

### Médaille d'argent:Suède
L'effectif de l'équipe de Suède, vice-championne du monde, est :
- Peter Gentzel (GB)
- Mats Olsson (GB)
- Jan Stankiewicz (de) (GB)
- Magnus Andersson
- Martin Frändesjö
- Robert Hedin
- Andreas Larsson
- Ola Lindgren
- Stefan Lövgren
- Staffan Olsson
- Johan Petersson
- Thomas Sivertsson
- Pierre Thorsson
- Ljubomir Vranjes
- Magnus Wislander

Sélectionneur
- Bengt Johansson

### Médaille de bronze:France
L'effectif de l'équipe de France, médaille de bronze, est,, :
- Christian Gaudin (GB)
- Bruno Martini (GB)
- Francis Franck (GB)
- Éric Amalou
- Patrick Cazal
- Stéphane Cordinier
- Guillaume Gille
- Stéphane Joulin
- Philippe Julia
- Guéric Kervadec
- Bernard Latchimy
- Yannick Reverdy
- Jackson Richardson
- Stéphane Stoecklin
- Marc Wiltberger
- Semir Zuzo

Sélectionneur
- Daniel Costantini